# Mediodía (álbum)
Medio Día es el decimosexto disco oficial de Congreso, que es una recopilación de canciones emblemáticas del grupo, destinada al mercado europeo.
Es editado por Iris Musique en Francia en 1997.

## Historia
Con el éxito de Por amor al viento, Congreso tramita la edición de una compilación de sus mejores temas en Francia, a lo cual firman con Iris Musique, y lanzan este disco que incluye las versiones originales de temas emblemáticos, como también tomas en vivo.
También, reeditan en ese país Por amor al viento.
Llega 1998, y Patricio González deja el grupo, para dedicarse a proyectos musicales personales. Se integra el multinstrumentista Claudio "Pajarito" Araya, para desempeñarse principalmente de guitarras.
El grupo ese año participa en el "Tributo a Víctor Jara", con "Angelita Huenumán".

## Lista de canciones
1. Medio día.
2. Viaje por la cresta del mundo.
3. Hasta en los techos.
4. Parinas.
5. Un sueño perdido.
6. Los sueños perdidos.
7. A los sobrevivientes.
8. Cero problema.
9. El baile de todos.
10. El sombrero de Rubén.

## Integrantes
- Sergio "Tilo" González: composición, batería, percusión.
- Francisco Sazo: voz, textos.
- Hugo Pirovic: flauta traversa, flauta dulce, Irish Flagelo, saxo alto, percusión, coros.
- Jaime Vivanco: piano, teclados.
- Jaime Atenas: saxo soprano, tenor, ewi.
- Jorge Campos: bajo eléctrico, fretless, contrabajo, guitarra eléctrica, coros.
- Raúl Aliaga: marimba, tambores indios, congas, percusión indígena, cajón, maracas, gran casa, udu drum.
- Patricio González: violonchelo, guitarra.

## Invitados
- Fernando González: guitarra eléctrica en "Medio día", "Parinas" y "El sombrero de Rubén".
- Ernesto Holman: bajo fretless en "Viaje por la cresta del mundo".
- Simón González: voz de niño en "Cero problema".

- Datos: Q6008854